# Sexto Coceyo Severiano Honorino
Sexto Coceyo Severiano Honorino (en latín: Sextus Cocceius Severianus Honorinus) fue un senador romano que vivió en el siglo II, y desarrolló su cursus honorum bajo los reinados de Trajano, Adriano, Antonino Pío, y Marco Aurelio.

## Carrera política
Un diploma militar inédito atestigua que era gobernador en rango pretoriano de Arabia Pétrea el 12 de agosto del año 145; Severiano fue nombrado cónsul sufecto en el año 147, junto con Tiberio Licinio Casio Casiano primero, y a la muerte de este, fue reemplazado por Gayo Popilio Caro Pedón como su colega. Luego entre los años 162 y 163 fue gobernador de la provincia senatorial de África y tuvo como legatus a su hijo Sexto Coceyo Honorino. Mientras ejercía la gobernación de esta provincia, el famoso escritor Apuleyo le dedicó uno de sus discursos.

## Familia
Estuvo casado con una mujer noble llamada Cesonia, con la cual tuvo por lo menos un hijo: Sexto Coceyo Honorino.
Sexto Coceyo Vibiano, cónsul sufecto alrededor del año 198, y Claudia Sestia Coceya Severiana, conocida por una inscripción hallada en Roma, eran probablemente sus nietos.